# ヴィンセント・ミネリ
ヴィンセント・ミネリ（Vincente Minnelli、1903年2月28日 - 1986年7月25日）は、アメリカ合衆国の舞台監督、映画監督である。本名はレスター・アンソニー・ミネリ（Lester Anthony Minnelli）。

## 人物・来歴
イリノイ州シカゴ出身。父はシチリア系アメリカ人、母はフランス系カナダ人。
舞台の演出家からハリウッド入りを果たす。主にミュージカル映画を手掛けた。1958年にレスリー・キャロン主演のミュージカル映画『恋の手ほどき』でアカデミー監督賞を受賞した。
私生活では、1945年に女優のジュディ・ガーランドと結婚（彼女にとっては二度目）を果たして娘ライザ・ミネリをもうけるが、5年後に離婚した。
1986年（昭和61年）7月25日、死去した。満83歳没。

## 主な監督作品
- キャビン・イン・ザ・スカイ - Cabin in the Sky（1943）
- 若草の頃 - Meet Me in St. Louis（1944）
- ジーグフェルド・フォリーズ - Ziegfeld Follies（1946）
- 踊る海賊 - The Pirate（1948）
- ボヴァリー夫人 - Madame Bovary（1949）
- 花嫁の父 - Father of the Bride（1950）
- 巴里のアメリカ人 - An American in Paris（1951）アカデミー賞作品賞を受賞
- 悪人と美女  - The Bad and the Beautiful（1952）
- バンド・ワゴン  - The Band Wagon（1953）
- ブリガドーン - Brigadoon（1954）
- 蜘蛛の巣 - The Cobweb（1955）
- お茶と同情 - Tea and Sympathy（1956）
- 炎の人ゴッホ - Lust for Life（1956）
- バラの肌着 - Designing Woman（1957）
- 恋の手ほどき - Gigi（1958）
- 黙示録の四騎士 - Four Horsemen of the Apocalypse（1961）
- さよならチャーリー - Goodbye Charlie（1964）
- いそしぎ - The Sandpiper（1965）
- 晴れた日に永遠が見える - On a Clear Day You Can See Forever（1970）